# Radial Four Valve Combustion
RFVC staat voor: Radial Four Valve Combustion. 
Dit is de aanduiding van Honda voor de cilinderkop met vier radiaal geplaatste kleppen van de XR modellen (motorfietsen) (vanaf 1982). Dit heeft als voordeel dat de constructie van een halfronde verbrandingskamer mogelijk was. Dit, in combinatie met een vlakke zuigerbodem en een centraal geplaatste bougie (of twee) geeft een hoge verbrandingsgraad, hoog rendement en dus betere prestaties en/of lager verbruik. Ook is er plaats voor grotere kleppen.